# Şəbəkə sənəti

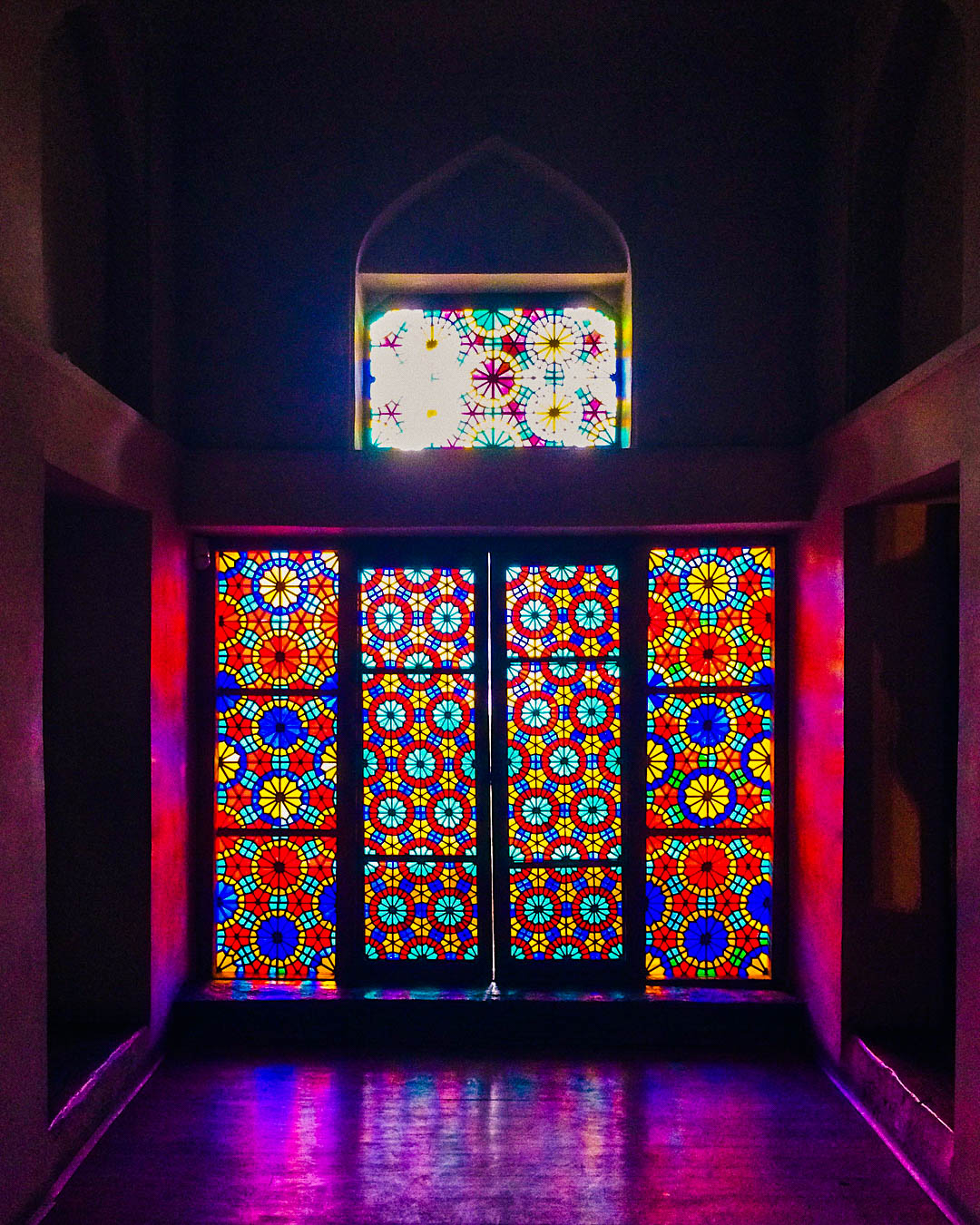
Korridor mit Netzwerkfenstern in Khanspalast von Şəki.

Şəbəkə sənəti (dt.: Maßwerk-Kunst oder Netzwerkkunst) ist eine künstlerisch-konstruktive Form in der Architektur und der dekorativen angewandten Kunst des Nahen Ostens. Es findet in der aserbaidschanischen Architektur seit dem 11.–12. Jahrhundert Verwendung. Şəbəkə sənəti ist immaterielles Kulturerbe.

## Handwerkstechnik
Das Maßwerk wird aus Holzelementen gestaltet, die kleine farbige Glasstücke ohne Klebstoff und Nägel miteinander verbinden. Die künstlerische Arbeit des Vernetzens besteht in der Herstellung kleiner Werkstücke – Holzteile mit Vorsprüngen und Vertiefungen, in die kleine Glasstücke eingelegt werden. Die Holzwerkstücke werden aus Hartholzarten gefertigt, vor allem Buchsbaum, Walnuss, Buche und Eiche. Die Muster des Netzwerks, also jedes zusammengesetzte Element eines Netzes oder eines Gitters, symbolisieren die Sonne, die Energie des Lebens, den ewigen Fluss der Zeit und die Unendlichkeit des Universums.

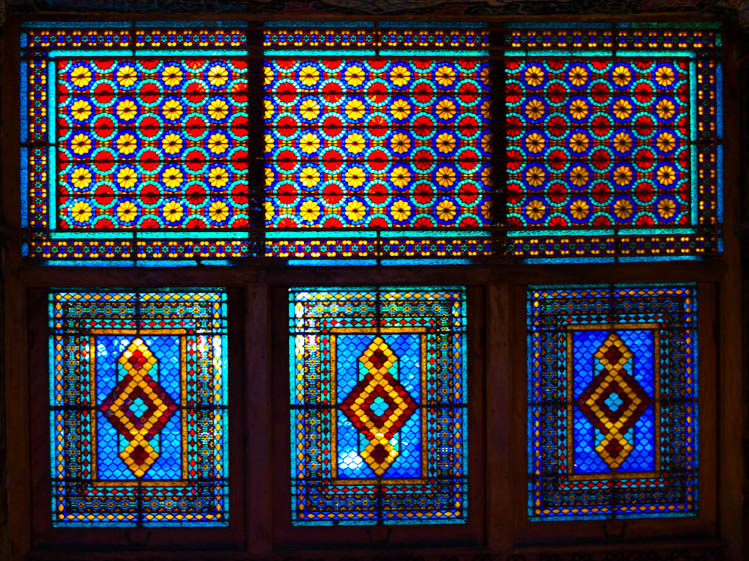
Maßwerkfenster in einem kleinen Raum des Khanspalast von Şəki.

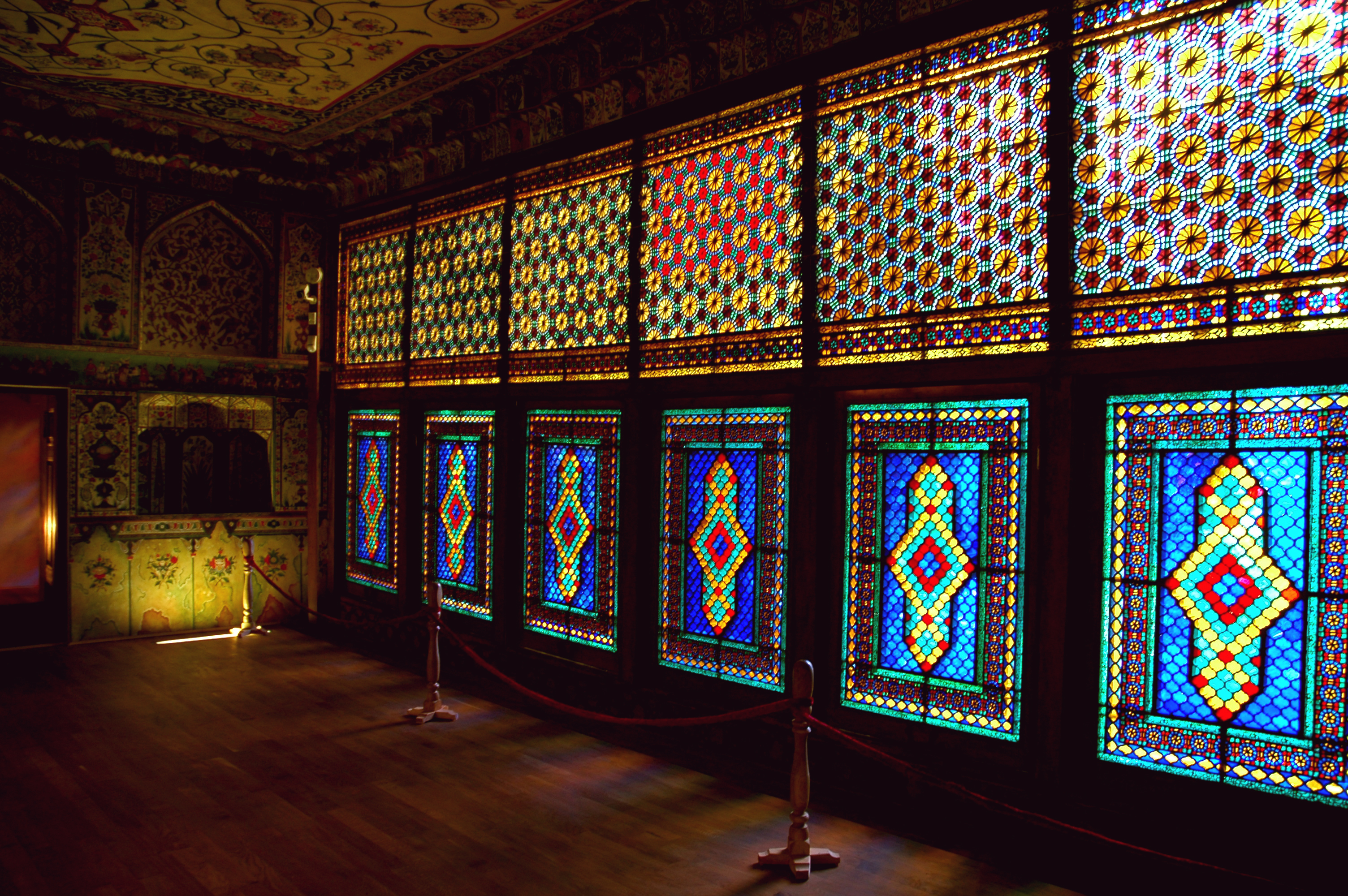
Hauptsaal im ersten Stock des Khanspalast von Şəki.

## Struktur und Anwendung
Die Abmessungen der Maßwerkfläche können von einigen Quadratzentimetern bis zu mehreren Quadratmetern variieren. Abhängig von ihrem Gebrauch als künstlerische oder architektonische Elemente, können Maßwerk-Kunstwerke zwei Nutzungen zugeordnet werden: als Teil eines architektonischen Elements, wie Türen, Fenster, Treppengeländer, sowie als eigenständige im Innenraum verwendete Gegenstände, wie Paravents, Lampen, Truhen und Schränke. Da die Basis des Gitterornaments meist geometrische Figuren sind, werden die Gitterzusammensetzungen nach der Anzahl der Winkel dieser Figuren klassifiziert: acht, zwölf, sechzehn und so weiter.
Maßwerkkunst mit ihren spezifischen Symbolen war in den historischen Städten Aserbaidschans (Şəki, Şuşa, Ordubad, Bakı, Gənjə, Lənkəran, Naxçıvan) sowie in Derbent, heute auf dem Gebiet der Russischen Föderation, verbreitet. Dies stand im Zusammenhang mit der Kultur der dort siedelnden Aserbaidschaner.
Das Hauptzentrum der Maßwerkkunst ist die Stadt Şəki, in der diese Tradition noch immer fortgeführt wird. Hier konzentrieren sich die kostbarsten Beispiele dieser Kunstform aus dem 18. bis 19. Jahrhundert. Als die Maßwerktradition Mitte des 20. Jahrhunderts wiederhergestellt wurde, erlebte sie hier ihre zweite Blüte. Ein klassisches Beispiel für Netzwerkkunst ist der Palast von Şəki Khans in Şəki (1762). Es waren die Muster des Palastes, die die lebendige Tradition des Maßwerks und seine visuelle Sprache in vollem Umfang für die Gegenwart retteten.
Maßwerkkunst und -Symbolik spiegeln die künstlerische Tradition des aserbaidschanischen Volkes wider. Es gibt nur kleine regionale Unterschiede. Zum Beispiel unterscheiden sich Ordubad-Netze in Bezug auf die Herstellung von anderen Maßwerken durch die Verwendung kleiner Nägel zum Befestigen der Holzelemente. In Bezug auf die Gestaltung sind einige von Kompositionen aus Şuşa besonders: Hier zeichnet sich das Fensternetz von Zöhrabbəyovs Haus durch die Einfachheit geometrischer Formen und asketischer Farbschemata aus.

## Şəbəkə sənəti Künstler
Die Gestalter der Maßwerkkunst und ihrer Symbole sind Volkskünstler. Bekannte Werkmeister sind Mehdi Mehdiyev aus Naxçıvan (19. Jahrhundert), Şahbuzlu Abuzər Bədəlov (18.–19. Jahrhundert) und Abbasqulu (19. Jahrhundert). Der Retter dieser Kunst war der Kunsthandwerker der aserbaidschanischen SSR, Abdülhüseyn Babayev (1877–1961), der die Tradition des Lebens-Maßwerks ins 20. Jahrhundert brachte. Die Wiederbelebung der Maßwerktradition ist mit dem Namen Əşrəf Rəsulov (Meister Əşrəf, 1928–1997) verbunden. Heute setzen sein Sohn Tofiq und Enkel Ilqar diese Tradition fort. Neben ihnen sind Soltan Ismayilov (Şəki), Hüseyn Mustafazadə (Şəki), Cabir Cabbarov (Ordubad) und Rafiq Allahverdiyev (Şuşa) für ihre Arbeiten bekannt. Diese Kunsthandwerker haben selbst eine Reihe bedeutender Werke geschaffen und einige historische Kompositionen restauriert. Hüseyn Mustafazadə war im Rahmen eines Vertrags mit der deutschen Firma Denkmalpflege Mecklenburg GmbH (heute Neumühler Bauhütte GmbH) in den Jahren 2002–2004 an der Restaurierung des Khanspalastes von Şəki beteiligt und restaurierte die Türen und Fenster des Palastes und einen großen Teil der Decke mit hohem künstlerischen Können.